# Adesmia cancellata
Adesmia cancellata es una especie de escarabajo del género Adesmia, familia Tenebrionidae, orden Coleoptera. Fue descrita científicamente por Klug en 1830.

## Descripción
Mide 16,7 milímetros de longitud.

## Distribución
Se distribuye por Jordania.